# XLink
XPointer, XML Pointer Language och XLink, XML Linking Language, definierar standardsätt att representera länkar, förbindelser mellan olika resurser till ett XML-dokument.
XLink 1.1 ska användas enligt W3C:s rekommendation och är efterföljare till XLink 1.0, även denna en rekommendation från W3C.
XLink erbjuder attribut som ska användas för att komplettera element i andra XML namnrymder. XLink erbjuder två sorters hyperlänkar för XML-dokument - enkla länkar som påminner om html-länkar och utökade länkar som länkar flera källor.